# Sauensiek
Sauensiek (dolnoniem. Sounsiek) – gmina w północnych Niemczech, w kraju związkowym Dolna Saksonia, w powiecie Stade, wchodzi w skład gminy zbiorowej Apensen. 